# Timbiriche: Vivo en vivo
Timbiriche: Vivo en Vivo es el segundo álbum en vivo de la banda mexicana Timbiriche para celebrar el aniversario 25 de su formación y se lanzó el día  el 3 de octubre de 2007,  incluyendo 3 canciones nuevas: "Domar el Aire", "Vuelvo a Comenzar" y "Atado a Ti". Grabado en el auditorio nacional de la Ciudad de México entre los meses de mayo y octubre de 2007, e incluye varias de las canciones más conocidas de la agrupación, como "Tu y Yo Somos Uno Mismo", "Princesa Tibetana", y  "La Banda Timbiriche". A diferencia del álbum en vivo del reencuentro de 1998, la banda incluyó un medley de éxitos de los ochenta de artistas de la época como Parchis, Menudo y Mecano.
El grupo de pop-rock mexicano  Timbiriche, que se formó en 1982 y se desintegró en 1994, se reencontró en el 2007 para celebrar 25 años de sus inicios, lanzando un disco inédito con reediciones de varios éxitos, así como dos discos en vivo, haciéndose ahora llamar Timbiriche 25.
Paulina Rubio fue la única integrante original que no formó parte del reencuentro, rechazando la invitación desde un principio. Por eso, el festejo número 25 causó dimes y diretes entre los originales y los suplentes, al grado que hasta tuvieron problemas con Memo Méndez Guiu, compositor de casi todos los temas exitosos del grupo, por no quererlo como productor y por no invitar a los demás integrantes a la fiesta.
El disco fue presentado en el zócalo de la Ciudad de México, donde este a su vez fue todo un éxito debido a las altas ventas que tuvo el álbum, con su poca promoción, del disco se logra desprender el sencillo, Vuelvo a comenzar, que fue un éxito en las radios mexicanas.

## Canciones

### Canciones CD1
1. Y la fiesta comenzó
2. Somos amigos 
3. La banda Timbiriche 
4. Muriendo lento 
5. Si no es ahora 
6. Soy un desastre 
7. Medley Vaselina 
8. Medley Rockero 
9. Solo en mi cuarto / Solo tú, solo yo 
10. Ojos de miel / Amor para ti 
11. Mamá 

### Canciones CD2
1. Junto a ti 
2. Mírame 
3. Besos de ceniza 
4. Princesa tibetana
5. La vida es mejor cantando 
6. Tú y yo somos uno mismo 
7. Corro, vuelo, me acelero 
8. Con todos menos conmigo 
9. Timbiriche 
10. Medley 80ero 
11. Juntos / Hoy tengo que decirte papá 
12. México
13. Domar el aire (Inédita)
14. Vuelvo a comenzar (Inédita)
15. Atado a ti (Inédita)

## Integrantes
- Diego, Mariana, Benny, Alix, Sasha, Erick